# Гуав'яре (департамент)
Гуав'яре (ісп. Guaviare) — один з департаментів Колумбії. Розташовується у південній частині країни. Адміністративний центр — місто Сан-Хосе-дель-Гуав'яре.

## Муніципалітети

Муніципалітети департаменту Ґуав'яре.

| на карті | Прапор | Муніципалітети                                 | Площа, км² | Населення, осіб (2010) |
| -------- | ------ | ---------------------------------------------- | ---------- | ---------------------- |
|          |        | Каламар (Calamar)                              | 14 300     | 10 160                 |
|          |        | Ель-Реторно (El Retorno)                       | 12 958     | 19 063                 |
|          |        | Мірафлорес (Miraflores)                        | 12 914     | 11 311                 |
|          |        | Сан-Хосе-дель-Ґуав'яре (San José del Guaviare) | 16 654     | 45 573                 |